# Reggie Lee
Reggie Lee, właśc. Reggie Valdez (ur. 1974 w Quezon City) – filipińsko-amerykański aktor filmowy i telewizyjny. Występował w jednej z głównych ról w serialu Grimm oraz jako Bill Kim w Skazanym na śmierć.

## Życiorys
Urodził się w 1974 w Quezon City.
Występował w takich filmach jak: Szybcy i wściekli (2001), Jeźdźcy Apokalipsy (2003), Frankenfish (2004), Piraci z Karaibów: Na krańcu świata (2007), Jaja w tropikach (2009), Wrota do piekieł (2009), Mroczny Rycerz powstaje (2012), Protektor (2012) i Mocne uderzenie (2012). Pojawił się w rolach gościnnych w serialach Babski oddział (2001–2003), 5 odcinków), Zwykła/niezwykła rodzinka (2010, 5 odcinków) i Persons Unknown (2010, 7 odcinków).
W latach 2006–2007 wcielał się w postać Billa Kima w Skazanym na śmierć. W latach 2011–2017 występował w roli sierżanta Andrew Wu w nagradzanym serialu Grimm. Pojawił się w 120 odcinkach, kręconej w Portlandzie, produkcji.
W 2009 był nominowany do Maverick Movie Award.